# Nola pleurosema
Nola pleurosema là một loài bướm đêm thuộc họ Nolidae. Loài này có ở Úc.

## Hình ảnh

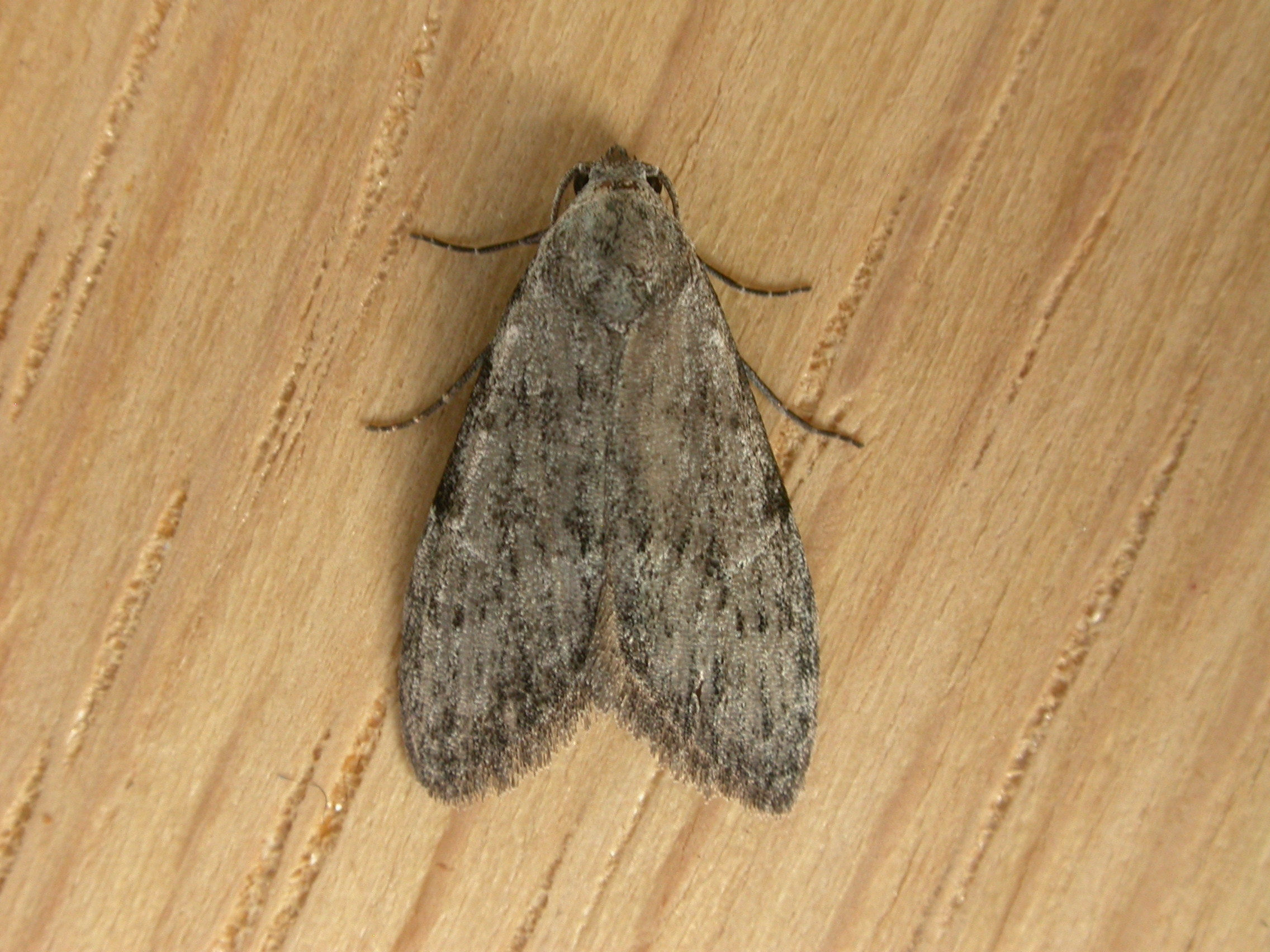